# Ripoll (kommun)
Ripoll är en kommun i Spanien.   Den ligger i provinsen Província de Girona och regionen Katalonien, i den östra delen av landet, 500 km öster om huvudstaden Madrid. Antalet invånare är 10 904. Arean är 73 kvadratkilometer. Ripoll gränsar till Ogassa, Sant Joan de les Abadesses, Vallfogona de Ripollès, Vidrà, Santa Maria de Besora, Les Llosses och Campdevànol. 
Terrängen i Ripoll är huvudsakligen kuperad, men norrut är den bergig.

## Personer från Ripoll
- Sílvia Orriols, politiker